# توماس ماغيري
توماس ماغيري (بالإنجليزية: Thomas Maguire)‏ هو كاتب أمريكي، ولد في 9 مايو 1776 في فيلادلفيا في الولايات المتحدة، وتوفي في 17 يوليو 1854 في مدينة كيبك في كندا.